# Roquetaillade (Aude)
Pour les articles homonymes, voir Roquetaillade.
Roquetaillade  est une commune française, située dans le département de l'Aude en région Occitanie.
Ses habitants sont appelés les Roquetailladois et les Roquetailladoises.

Les éoliennes de Roquetaillade en 2015

## Géographie

Vue depuis le château de Roquetaillade

Commune située dans les Pré-Pyrénées en haute vallée de l’Aude.

### Communes limitrophes
| Tourreilles | Magrie                                              |                |
| Bouriège    | Roquetaillade                                       | Alet-les-Bains |
|             | Conilhac-de-la-Montagne (Roquetaillade-et-Conilhac) |                |

## Histoire
Au XVIIe siècle, à la suite d'un mariage avec la famille de Montfaucon à laquelle appartenait Roquetaillade de longue date, la seigneurie de Roquetaillade passe à la famille Dax, une très ancienne famille originaire de Carcassonne qui donna plusieurs consuls de la Cité au Moyen Âge et resta présente à Axat jusqu'à l'orée du XXe siècle. Cette famille est celle des seigneurs d'Axat, d'Artigues, de Cailla, La Serpent, Le Clat, Leuc, Trèbes et autres places.
Le 1er janvier 2019, la commune fusionne avec Conilhac-de-la-Montagne pour former la commune nouvelle de Roquetaillade-et-Conilhac dont la création est actée par arrêté du préfet de l'Aude en date du 5 décembre 2018.

## Politique et administration

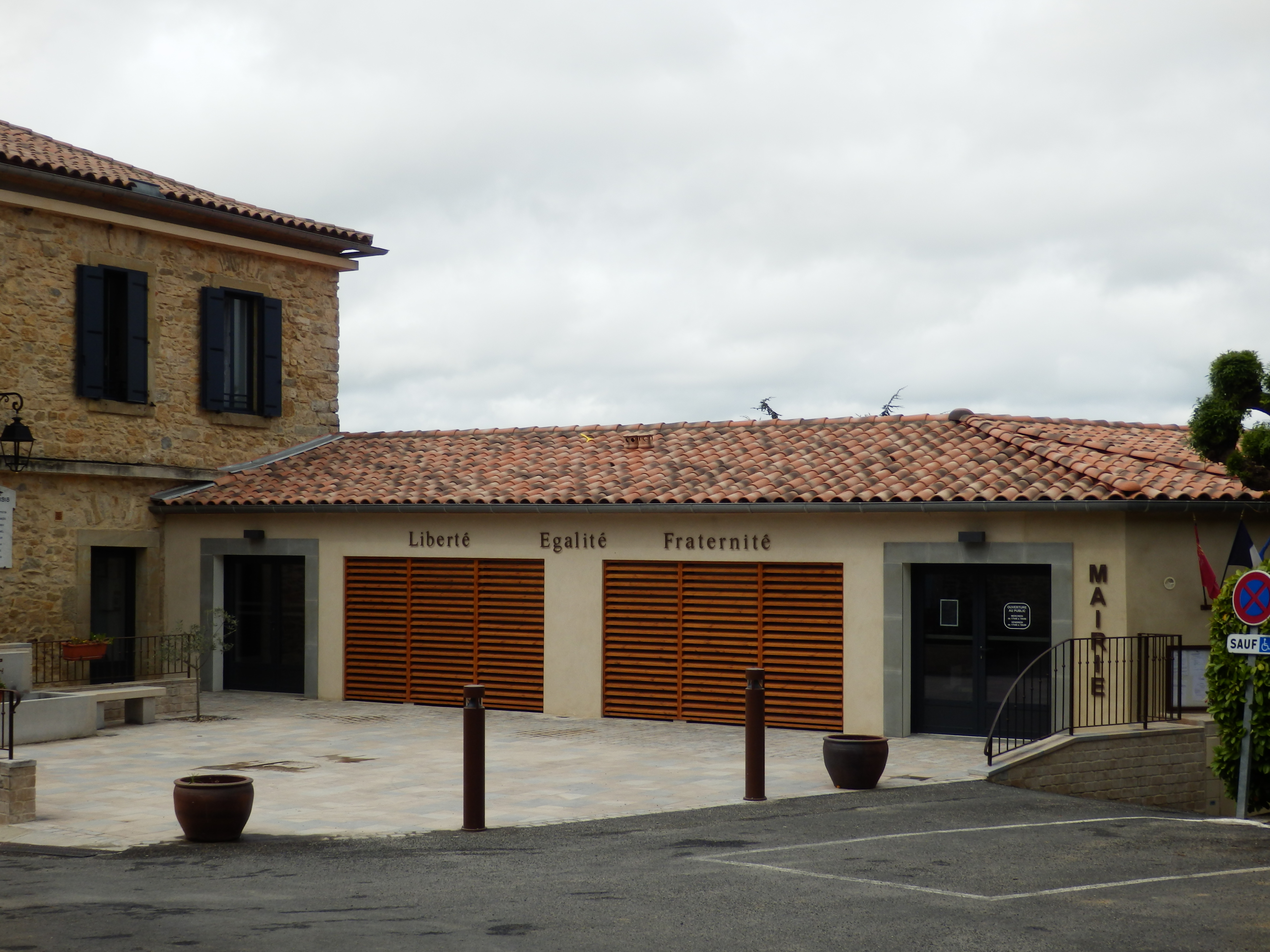
Mairie de Roquetaillade-et-Conilhac

| Période                                  | Période | Identité   | Étiquette | Qualité |
| ---------------------------------------- | ------- | ---------- | --------- | ------- |
| mars 2001                                | 2014    | Jean Siret | PS        |         |
| Les données manquantes sont à compléter. |         |            |           |         |

## Démographie

Une rue de Roquetaillade

| 1793 | 1800 | 1806 | 1821 | 1831 | 1836 | 1841 | 1846 | 1851 |
| ---- | ---- | ---- | ---- | ---- | ---- | ---- | ---- | ---- |
| 431  | 417  | 485  | 487  | 505  | 457  | 518  | 504  | 523  |

| 1856 | 1861 | 1866 | 1872 | 1876 | 1881 | 1886 | 1891 | 1896 |
| ---- | ---- | ---- | ---- | ---- | ---- | ---- | ---- | ---- |
| 506  | 511  | 460  | 371  | 376  | 390  | 384  | 354  | 338  |

| 1901 | 1906 | 1911 | 1921 | 1926 | 1931 | 1936 | 1946 | 1954 |
| ---- | ---- | ---- | ---- | ---- | ---- | ---- | ---- | ---- |
| 308  | 317  | 302  | 218  | 228  | 220  | 213  | 197  | 193  |

| 1962 | 1968 | 1975 | 1982 | 1990 | 1999 | 2006 | 2007 | 2012 |
| ---- | ---- | ---- | ---- | ---- | ---- | ---- | ---- | ---- |
| 182  | 159  | 161  | 163  | 197  | 192  | 209  | 211  | 211  |

| 2016 | - | - | - | - | - | - | - | - |
| ---- | - | - | - | - | - | - | - | - |
| 210  | - | - | - | - | - | - | - | - |

## Économie
Parc éolien du Pic de Brau

## Culture locale et patrimoine

### Lieux et monuments

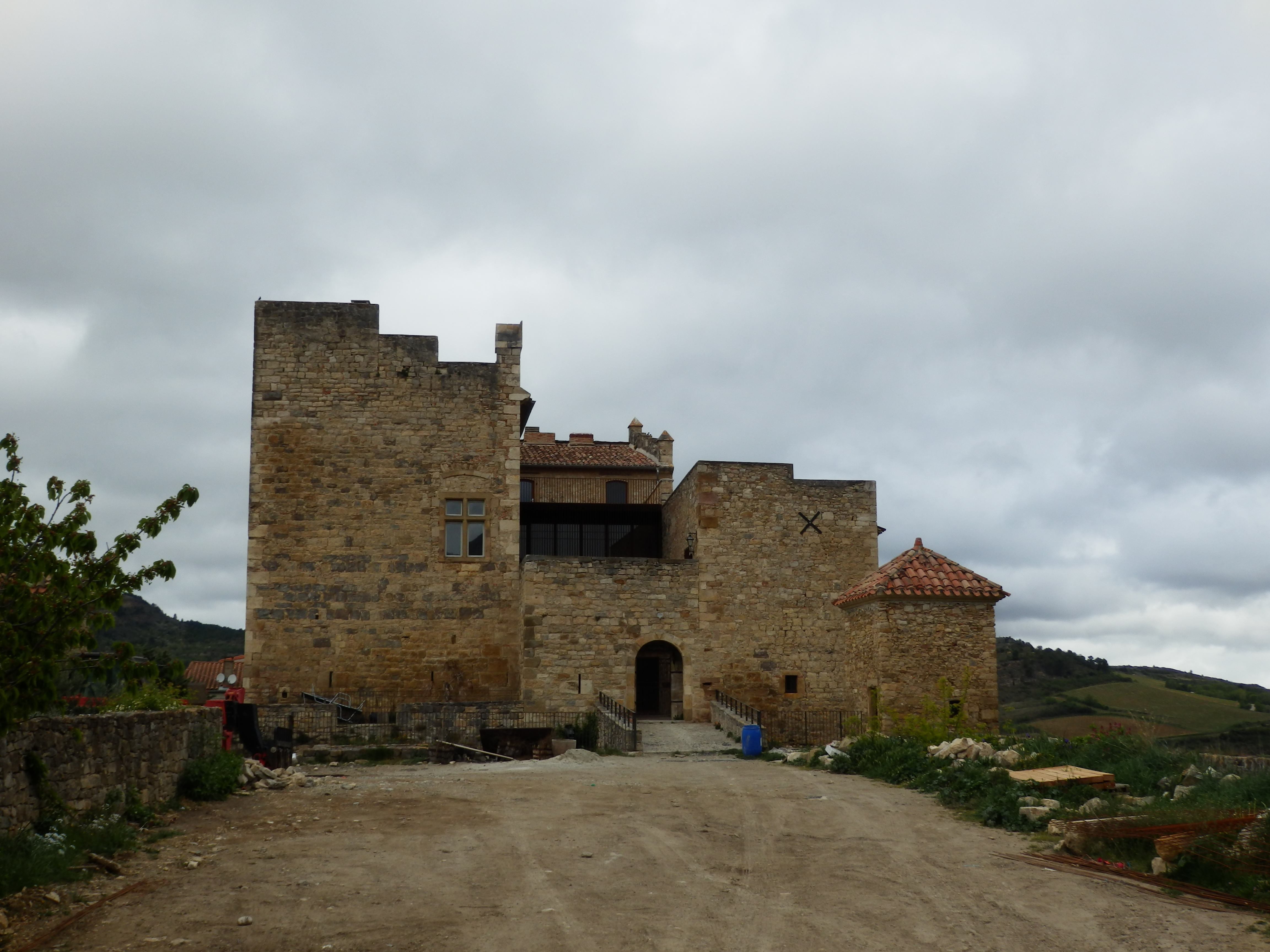
Château de Roquetaillade

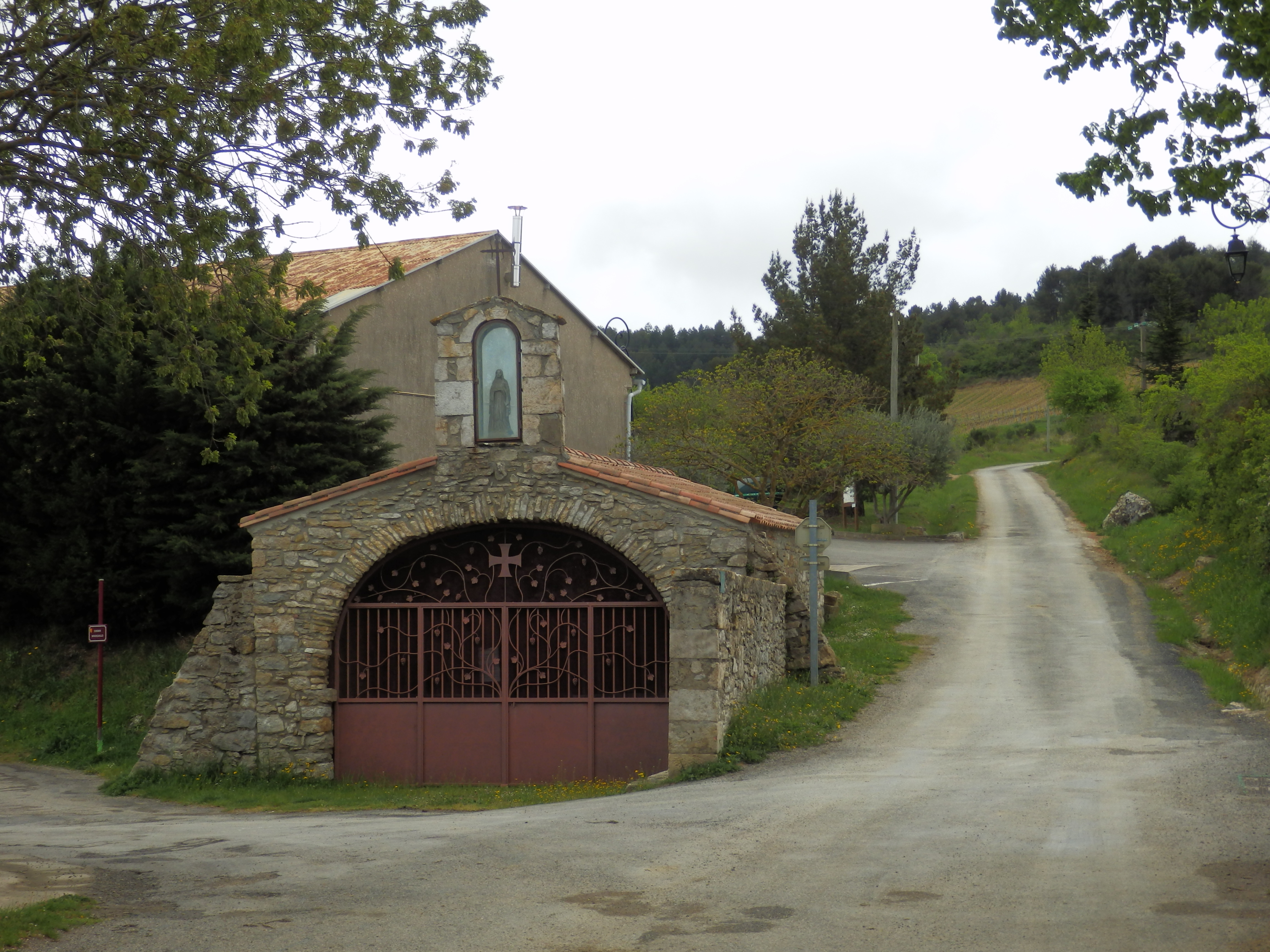
Chapelle Sainte-Anne à Roquetaillade

- Château de Roquetaillade
- Chapelle Sainte-Anne
- Pic de Brau

### Personnalités liées à la commune
- Bernard de Montfaucon
- La famille Dax, originaire de Carcassonne, fut liée à Roquetaillade à partir du XVIIe siècle, lorsque ses représentants devinrent, à la suite d'un mariage avec une fille de la famille de Montfaucon, seigneur de Roquetaillade

### Héraldique
| Blason de Roquetaillade | Blason  | Parti d'or et de gueules au roc d'échiquier brochant de l'un en l'autre. |
| Blason de Roquetaillade | Détails | Le statut officiel du blason reste à déterminer.                         |